# Il terrore dalla sesta luna (film)
Il terrore dalla sesta luna (The Puppet Masters) è un film horror fantascientifico del 1994 diretto da Stuart Orme.
Il soggetto del film è tratto dall'omonimo romanzo di fantascienza di Robert A. Heinlein.

## Trama
Un gruppo di quattro agenti del governo degli Stati Uniti, composto da Andrew Nivens, suo figlio Sam, la dottoressa Mary Sefton e il pilota Jarvis, si recano in Iowa, dove è caduto un UFO.
Qui vengono in contatto con un parassita extraterrestre che controlla la mente degli esseri umani. Avviene un primo scontro con le creature, dopo il quale i quattro tornano alla base con un esemplare morto. Alla base si scopre che anche Jarvis è sotto il controllo degli alieni e nella base viene controllato pure Sam. Una volta catturato, l'alieno viene ucciso e Sam liberato dal suo controllo, inoltre pure Mary che è diventata la ragazza di Sam viene controllata e portata nella città di Des Moines, ormai completamente contaminata. Sam allora va a salvare Mary e riesce a distruggere il parassita che controlla la ragazza; inoltre trova un bambino che, avendo contratto una malattia, può uccidere il parassita senza uccidere le persone controllate da esso. Alla fine tutti i parassiti vengono uccisi, a parte uno che si impossessa di Andrew, che porterà ad uno scontro padre-figlio in cui morirà l'ultimo esemplare di parassita.